# Comité national olympique d'Afghanistan
Le Comité national olympique d'Afghanistan (en dari, کمیته ملی المپیک افغانستان, en anglais, Afghanistan National Olympic Committee), créé en 1935 et reconnu par le Comité international olympique en 1936, est le comité national olympique d'Afghanistan.

## Présentation
La première délégation olympique d'Afghanistan participe aux Jeux olympiques d'été de 1936 à Berlin avec quatorze athlètes dans deux disciplines. On retrouve une délégation afghane aux Jeux d'été de 1948, 1956, 1960, 1964, 1968, 1972, 1980, 1988, 1996, 2004 et 2008. Les athlètes afghans n'ont remporté que deux médailles olympiques, ce sont les deux médailles de bronze en taekwondo de Rohullah Nikpai lors des Jeux olympiques de Pékin en 2008 et ceux de 2012 à Londres.
Mohammad Anwar Jekdalek est le président en exercice du Comité.